# 고양이 칼리시바이러스
고양이 칼리시바이러스(Feline calicivirus, FCV)는 고양이과 동물을 숙주로 삼는 칼리시바이러스과의 바이러스이다. 다른 하나는 고양이 바이러스성 비기관지염를 일으키는 Felid alphaherpesvirus 1이다. FCV는 상부 호흡기 감염이 있는 고양이의 약 50%에서 관찰된다. 치타는 자연적으로 감염되는 것으로 알려진 고양이과의 다른 종이다.

## 같이 보기
- 고양이 예방접종